# Sojās
Sojās (persiska: سجاس) är en ort i Iran.   Den ligger i provinsen Zanjan, i den nordvästra delen av landet, 260 km väster om huvudstaden Teheran. Sojās ligger 1 769 meter över havet och antalet invånare är 5 577.
Terrängen runt Sojās är huvudsakligen platt, men söderut är den kuperad.Runt Sojās är det ganska glesbefolkat, med 34 invånare per kvadratkilometer. Närmaste större samhälle är Qīdar, 14,2 km söder om Sojās. Trakten runt Sojās består i huvudsak av gräsmarker.